# Patrycja Wiśniewska
Patrycja Wiśniewska (ur. 12 sierpnia 1987) – polska piłkarka.
Wychowanka KKS Zabrze, obecnie w Unii Racibórz.
Reprezentantka Polski, rozegrała dla biało-czerwonych 80 minut w jednym spotkaniu 24 lipca 2005. W kadrze U-19 15 gier i 2 bramki, w drużynie narodowej U-17 2 mecze.
W sezonie 2008/2009 w barwach Unii Racibórz zdobyła mistrzostwo Polski. Ponadto, mając na koncie 29 strzelonych bramek (w 20 meczach) została królem strzelców Ekstraligi.